# Irenosyrinx hypomela
Irenosyrinx hypomela är en snäckart som först beskrevs av Dall 1889.  Irenosyrinx hypomela ingår i släktet Irenosyrinx och familjen Turridae. Inga underarter finns listade i Catalogue of Life.